# Matterhorn
Matterhorn (njemački), Monte Cervino (talijanski) ili Mont Cervin (francuski), je planina u planinskom lancu Alpa na granici između Švicarske i Italije, visine 4.478 metara. 
Matterhorn je posljednji od viših vrhova Alpa koji je osvojen. Planinu je prva osvojila ekspedicija koju je vodio Edward Whymper 1865., i čijih je 4 od 7 članova smrtno stradalo prilikom silaska. U pokušaju osvajanja poginulo je od prvog uspona pa do 1995.g. ukupno oko 500 alpinista.   